# Lista över framstående personer som gått på Adolf Fredriks Musikklasser
Nedan listas personer i bokstavsordning och indelade i huvudsaklig profession vilka begåvats med egna artiklar på svenska Wikipedia, och därmed befunnits ha ett encyklopediskt intresse. Huvudartikel: Adolf Fredriks Musikklasser.
Referenser som visar att dessa personer gått på Adolf Fredrik finns i förekommande fall i respektive artikel.

Populärmusik
- Salem Al Fakir (Soul, pop, jazz)

- Sonja Aldén (Pop, låtskrivare)

- Kristin Amparo (Pop)

- Mattias Andréasson (Pop)

- Love Antell (Pop-rock)

- Gunilla Backman (Musikalartist)

- Margareta Bengtson (Jazz, harpist, sopran och originalmedlem i The Real Group)

- Marie Bergman (Visa, schlager, låtskrivare, fd medlem i Family four)

- Ann-Christine Bärnsten (Sångerska, författare)

- Sarah Dawn Finer (Pop/Soul/Gospel, låtskrivare och skådespelerska)

- Anders Edenroth (Jazz, tenor och originalmedlem i The Real Group)

- Annica Edstam (Musikalartist)

- Albin Flinkas (Musikalartist, teaterchef)

- Marianne Flynner (Country, folk, rock)

- Jessica Folcker (Pop, soul)

- Molly Hammar (Soul, Jazz)

- Katarina Henryson (Jazz, alt och originalmedlem i The Real Group)

- Eva Hillered (artist, låtskrivare, författare)

- Caroline Hjelt (DJ och medlem i Icona-pop)

- Carola Häggkvist (artist, låtskrivare)

- Sara Isaksson (Jazz, musikpedagog)

- Anders Jalkeus (Jazz, bas och originalmedlem i The Real Group)

- Peter Jöback (Sångare, skådespelare, musikalartist)

- Sofia Karlsson (Folkmusik, låtskrivare)

- Annika Ljungberg (Techno, folk, bluegrass)

- Fredrik Lycke (musikalartist, skådespelare)

- Beldina Malaika (Pop, låtskrivare)

- Oskar Nilsson (Musikalartist)

- Stina Nordenstam (Pop, Jazz)

- Amit Paul (Pop, tidigare medlem i A*Teens)

- Linda Pritchard (Pop, dansare och koreograf)

- Emilia Mitiku / Emilia Rydberg (Pop, soul)

- Sirintip "Tippan" Phasuk (Jazz, popp)

- Emilia de Poret (Pop, låtskrivare)

- Sarah Riedel (Jazz)

- Frida Sandén (Pop)

- Mimmi Sandén (Pop)

- Molly Sandén (Pop, röstskådespelare, dubbning)

- Awa Santesson-Sey (pop)

- Danny Saucedo (Pop, europop, dance)

- Erik Segerstedt (Pop)

- Stephen Simmonds (Pop, soul)

- Niklas Strömstedt (Pop)

- Blossom Tainton Lindquist (Pop, dansare, fitness coach och personlig tränare)

- Gunilla Törnfeldt (Jazz)

- Antonia Vai (Rock, soul, låtskrivare)

- Pernilla Wahlgren (Pop, musikalartist, TV-personlighet)

- Christian Walz (Låtskrivare, producent)

Teater, film och TV
- Björn Andrésen (Skådespelare och musiker)

- Michael Axelsson (Regissör)

- Filip Berg (Skådespelare)

- Brasse Brännström (Skådespelare och komiker)

- Malin Ek (Skådespelare)

- Lina Englund (Skådespelare, sångerska och kompositör)

- Stefan Feierbach (Barnskådespelare, Mowglis röst)

- Rebecca Ferguson (Skådespelare)

- Ellen Fjæstad (Skådespelare och röstskådespelare)

- Wallis Grahn (Skådespelare)

- Bertil Guve (Barnskådespelare, Alexander i Fanny och Alexander)

- Lasse Hallström (Filmregissör)

- Kåre Hedebrant (Skådespelare)

- Mylaine Hedreul (Skådespelare och jurist)

- Joakim Jennefors (Röstskådespelare, sångare, musikalartist och kompositör.)

- Elin Klinga (Skådespelare)

- Anton Körberg (Röstskådespelare, Programledare)

- Irene Lindh (Skådespelare, röstskådespelare och sångare)

- Maria Lindström (Skådespelare)

- Martyna Lisowska (Skådespelare, sångare och dansare)

- Måns Möller (Ståuppkomiker och programledare)

- Cecilia Nilsson (Skådespelare)

- Aurora Roald (Skådespelare)

- Maria Rydberg (Röstskådespelare, musikalartist)

- Rebecca Scheja (DJ, sångerska och låtskrivare)

- Ted Åström (Skådespelare och musiker)

Författare, journalister
- Fredrik Agrén (Journalist, förlagschef)

- Viola Bao (Litteraturkritiker)

- Ulf Bergström (Författare och politiker)

- Lars-Gunnar Björklund (Sportjournalist)

- Ylva Eggehorn (Författare och poet.)

- Pernilla Eskilsdotter (Redaktör, producent och radioprogramledare)

- Katarina Frostensson (Författare, lyriker)

- Tithi Hahn (Radiojournalist)

- Katarina Hultling (Sportjournalist och programledare)

- Sofia Lilly Jönsson (Journalist och musikkritiker)

- Leo Lagercrantz (Journalist)

- Camilla Lundberg (Musikjournalist)

- Viveca Sten (Författare)

- Hanna Stjärne (Journalist och mediechef)

- Martin Vårdstedt (Journalist, TV-producent och författare)

- Martin Österdahl (Författare, TV-producent och före detta tv-chef)

- Linnéa Wikblad (Journalist, radioprogramledare)

- Jack Werner (Journalist)

Opera/Klassisk sång
- Kerstin Avemo (Koloratursopran)

- Björn Asker (Baryton)

- Cornelia Beskow (Lyrisk/dramatisk sopran)

- Karolina Blixt (Mezzosopran)

- Tove Dahlberg (Mezzosopran)

- Katija Dragojevic (Mezzosopran)

- Johan Edholm (Baryton)

- Karl-Magnus Fredriksson (Baryton)

- Joa Helgesson (Baryton)

- Samuel Jarrick (Baryton)

- Peter Kajlinger (Baryton)

- Jan Kyhle (Tenor, opera och musikal)

- Magnus Kyhle (Tenor)

- Jeanette Köhn (Sopran och sångpedagog)

- Anna Larsson (Kontraalt)

- Nikola Matisic (Lyrisk tenor)

- Mattias Nilsson (Baryton)

- Ulrika Nilsson (Sopran)

- Magdalena Risberg (Sopran)

- Nina Stemme (Dramatisk sopran)

- Erika Sunnegårdh (Lyrisk sopran)

- Tomas Sunnegårdh (tenor)

- Markus Schwartz (Basbaryton)

- Jesper Taube (Tenor)

- Ingrid Tobiasson (Mezzosopran)

- Carl Unander-Scharin (Tenor och kompositör)

- Emma Vetter (Dramatisk sopran)

- Ida Falk Winland (Sopran)

- Michael Weinius (Tenor)

- Mathias Zachariassen (Tenor)

- Fredrik Zetterström (Baryton)

Musiker/instrumentalister
- Ulf Adåker (Trumpet)

- Nassim Al Fakir (Musiker, programledare)

- Jan Bengtson (Flöjt)

- Mats Bergström (Gitarr)

- Carl-Axel Dominique (Flöjt, piano, kompositör, arrangör)

- Jonas Dominique (Kontrabas, kompositör, dirigent)

- Monica Dominique (Piano, kompositör, arrangör, skådespelerska)

- Ellika Frisell (Fiol, viola, folkmusik)

- Peter Gullin (Saxofon)

- Per-Erik Hallin (Piano, låtskrivare och sångare)

- Henrik Linder (Elbas, Dirty loops)

- Bernt Lysell (Fiol, konsertmästare Kungliga filharmonikerna)

- Joakim Milder (Saxofon, kompositör, arrangör, pedagog och professor i improvisation och ensemblespel)

- Jonah Nilsson (Keyboard, Dirty loops)

- Pontus Norgren (gitarrist och musikproducent)

- Anders Paulsson (Sopransaxofon)

- Roland Pöntinen (Piano, kompositör)

- Georg Riedel (Kontrabas, kompositör)

- Tobias Ringborg (Fiol, dirigent)

- Mats Rondin (Cello, dirigent)

- Nora Roll (Viola da gamba)

- Semmy Stahlhammer (Fiol, konsertmästare i hovkapellet)

- Georg (Jojje) Wadenius (Gitarr, bas, sångare, kompositör)

- Mattias Wager (Domkyrkoorganist)

- Robert Wells (Piano, kompositör)

Övrigt
- Mats Ek (Koreograf)

- Max Elger (Politiker, nationalekonom, finansmarknadsminister)

- Mats Foyer (Ambassadör)

- Anders Franzén (Teaterchef)

- Oskar Kongshöj (Dansare)

- Carola Lemne (Läkare och företagsledare)

- Claude Marcus (Professor i pediatrik)

- Günther Mårder (Ekonom och företagsledare)

- Kristina Axén Olin (Politiker)

- Peter Schantz (Professor)

Vokalensembler/band vars medlemmar gått på Adolf Fredrik
- The Real Group (a cappellagrupp)

- Riltons Vänner (a cappellagrupp)

- Ringmasters (barbershop, Världsmästare 2012)

- The Mascots (popgrupp)

Dirigenter/Tonsättare/Musikproducenter
- Bo Aurehl (Musikproducent, kördirigent)

- Tina Ahlin (Tonsättare, pianist)

- Malou Berg (Tonsättare och sångtextförfattare)

- Arnthor Birgisson (Producent)

- Anders Eby (Kördirigent, professor i kördirigering och körsång)

- Carl Falk (Låtskrivare och producent)

- Ingela Pling Forsman (Låtskrivare och musiker)

- Anders Henriksson (Musikproducent)

- Adam Nordén (Tonsättare främst filmmusik)

- Patrik Ringborg (Dirigent)

- Karin Runow (Tonsättare, kyrkomusiker)

- Stefan Solyom (Dirigent)

- Andrea Tarrodi (Tonsättare)

- Mats Wester (Producent, studiotekniker, nyckelharpa)